# Йоун Тоур Біргіссон
Заголовок цієї статті — це ісландське ім'я, де Йон Тор — особове ім'я, а Бірґіссон — ім'я по батькові. 
Йоун Тоур «Йонсі» Бірґісон (ісл. Jón Þór Birgisson; *23 квітня 1975) — ісландський музикант, гітарист та вокаліст гурту Sigur Rós. Відомий зокрема тим, що використовує смичок під час гри на гітарі. Йоун є гомосексуалом, його партнер Алекс Сомерс (Alex Somers) є дизайнером Sigur Rós. Удвох вони створили спільний мистецький проект Jónsi & Alex. 2010 року Бірґісон видав перший сольний альбом Go!, якому передував спільний із Алексом альбом Riceboy Sleeps (2009).
Йоун є сироїдом. Він сліпий на праве око.

## Дискографія
- Riceboy Sleeps (2009)
- Go (2010)
- Go Quiet (2010)
- Go Live (2010)